# Station Gajówka
Station Gajówka is een spoorwegstation in de Poolse plaats Przybysławice.